# Żarek (Barczewo)
Żarek (deutsch Neurode) ist ein Ort in der polnischen Woiwodschaft Ermland-Masuren. Er gehört zur Gmina Barczewo (Stadt-und-Land-Gemeinde Wartenburg in Ostpreußen) im Powiat Olsztyński (Kreis Allenstein).

## Geographische Lage
Żarek liegt im Westen der Woiwodschaft Ermland-Masuren, 14 Kilometer nordöstlich der Kreis- und Woiwodschaftshauptstadt Olsztyn (deutsch Allenstein).

## Geschichte
Neurode war bis 1945 ein Vorwerk und gehörte bis 1928 zum Gutsbezirk Groß Maraunen (polnisch Maruny), danach zur Landgemeinde Maraunen (bis 1928 Neu Maraunen, polnisch Biedowo) im ostpreußischen Kreis Allenstein. Die Volkszählung am 1. Dezember 1905 erbrachte 35 Einwohner in Neurode.
Aufgrund der Abtretung des gesamten südlichen Ostpreußen an Polen in Kriegsfolge im Jahre 1945 erhielt Neurode die polnische Namensform „Żarek“. Der Ort ist heute in das Sołectwo (= „Schulzenamt“) Biedowo (Maraunen, bis 1928 Neu Maraunen) eingegliedert und gehört somit zur Stadt-und-Land-Gemeinde Barczewo (Wartenburg i. Ostpr.) im Powiat Olsztyński (Kreis Allenstein), von 1975 bis 1998 der Woiwodschaft Olsztyn, seither der Woiwodschaft Ermland-Masuren zugehörig.

## Kirche
Bis 1945 war Neurode in die evangelische Kirche Wartenburg (Ostpreußen) in der Kirchenprovinz Ostpreußen der Kirche der Altpreußischen Union, außerdem in die römisch-katholische St.-Anna-Kirche in Wartenburg eingepfarrt.
Katholischerseits ist die Beziehung Żareks zu Barczewo – jetzt im Erzbistum Ermland gelegen – geblieben. Evangelischerseits orientieren sich die Einwohner Żareks zur Christus-Erlöser-Kirche in Olsztyn (Allenstein) in der Diözese Masuren der Evangelisch-Augsburgischen Kirche in Polen.

## Verkehr
Żarek ist von den Nachbarorten Maruny bzw. Biedowo auf Nebenstraßen direkt zu erreichen. Eine Bahnanbindung besteht nicht.